# Nevado de Colima
O Nevado de Colima ou vulcão de Ciudad Guzman é um de dois vulcões (o outros é o vulcão de Colima) do chamado complexo vulcânico de Colima situado nos estados mexicanos de Jalisco e Colima e parte do eixo neovulcânico mexicano. O seu ponto mais alto situa-se 4339 m de altitude e não apresenta atividade vulcânica.
As suas encostas estão cobertas por bosques temperados e frios e a partir dos 4000 metros o predomina a tundra alpina.
A área em que se encontra inserido este vulcão encontra-se dentro dos limites do Parque Nacional Nevado de Colima, área protegida criada em 1936 por Lázaro Cárdenas, a qual inclui também o vulcão de Colima, considerado o vulcão mais ativo do México.